# Флаг Туринского муниципального округа
Флаг Тури́нского городского округа является официальным символом муниципального образования Туринский городской округ Свердловской области Российской Федерации.
Флаг утверждён 26 сентября 2002 года решением Туринской районной Думы № 286 как флаг муниципального образования Туринский район (после муниципальной реформы — Туринский городской округ) и внесён в Государственный геральдический регистр Российской Федерации с присвоением регистрационного номера 1042.

Герб и флаг муниципального образования Туринский район и города Туринска являются основными опознавательно-правовыми знаками Туринского района, составленными и употребляемыми в соответствии с правилами геральдики и вексиллологии. Герб и флаг служат символами Туринского района как муниципального образования и города Туринска как центра муниципального образования, символами единства его населения, прав и процесса местного самоуправления.

В связи с переименованием муниципального образования Туринский район в Туринский городской округ, решением Думы Туринского городского округа от 22 августа 2012 года № 54 было установлено: правопреемником флага муниципального образования Туринский район считать Туринский городской округ.

## Описание
«Полотнище с соотношением сторон 2:3 разделено по горизонтали на три части, зелёную, белую и зелёную. Обе зелёные полосы ограничены попеременно елями и берёзовыми листьями и занимают в своём наибольшем размере 1/4 от высоты полотнища. По центру белой полосы помещено изображение идущего медведя из районного герба, исполненное чёрным и красным цветом».

## Обоснование символики
Флаг разработан на основе исторического герба Туринска:

…в серебряном поле часть дремучего леса, из которого выходит медведь; означающия, как лес, так и медведь, дикость округи.

Так как Бокситогорский район Ленинградской области принял герб подходящий под описание исторического герба Туринска, и который уже был внесён в Государственный геральдический регистр за номером 515, на современный герб Туринска было добавлено изображение двух берёз, листья которой также были отображены на флаге.
Среди муниципалитетов Свердловской области это единственный случай существенного различия между композициями герба и флага.